# Jani Elelbawi
Jani Elelbawi (tiếng Ả Rập: جني العلباوي) là một ngôi làng Syria nằm ở phó huyện Uqayribat thuộc huyện Salamiyah, Hama. Theo Cục Thống kê Trung ương Syria (CBS), Jani Elelbawi có dân số 835 trong cuộc điều tra dân số năm 2004. Jani Elelbawi đã bị Quân đội Syria bắt giữ vào ngày 22 tháng 8 năm 2017.